# Spinisternum
Spinisternum is een geslacht van rechtvleugeligen uit de familie sabelsprinkhanen (Tettigoniidae). De wetenschappelijke naam van dit geslacht is voor het eerst geldig gepubliceerd in 1942 door Willemse.

## Soorten
Het geslacht Spinisternum omvat de volgende soorten:
- Spinisternum castaneipictus Willemse, 1966
- Spinisternum insularis Willemse, 1942
- Spinisternum palauensis Vickery & Kevan, 1999